# Corona de marquès

Representació heràldica d'una corona de marquès

La corona de marquès és la insígnia o timbre representatiu d'aquest títol nobiliari.
Està composta per un cercle d'or enriquit de pedreria igual que la corona de duc, però menys que les reials o de príncep, realçat de quatre florons, dels quals només se'n veuen tres intercalats entre quatre rams o grups de tres perles, dels quals només se'n veuen dos, tot sobre petites puntes del mateix metall que el cercle.

## Heràldica cívica catalana
En el cas de l'heràldica cívica catalana, quan aquesta corona timbra un escut vol dir que aquell municipi va ser el centre d'un marquesat, com en els casos de Sentmenat o Argençola.

## Galeria